# Osmia prunorum
Osmia prunorum är en biart som beskrevs av Cockerell 1897. Osmia prunorum ingår i släktet murarbin, och familjen buksamlarbin. Inga underarter finns listade i Catalogue of Life.